# Sybil Newall
Sybil Fenton Newall, più nota con lo pseudonimo Queenie Newall (Littleborough, 17 ottobre 1854 – Cheltenham, 24 giugno 1929), è stata un'arciera britannica.

## Biografia
Nata a Littleborough, vicino a Rochdale, prima dei dieci figli di Henry Newall (1815-1886), commerciante, e della moglie, Maria Fenton (1832-1901). La famiglia aveva una vasta proprietà a Hare Hill dove nacquero tutti e dieci i figli. 
Sybil, finanziariamente indipendente, non si sposò mai e si trasferì a Cheltenham con la sorella Margaret Fenton Newall. Nel 1905 entrò a far parte del club di tiro con l'arco di Cheltenham con il quale vinse quattro delle cinque competizioni regionali del 1907 iniziando a divenire celebre nell'ambiente. 
Le competizioni di tiro con l'arco femminile si svolgevano nel cosiddetto national round costituito da 48 tiri da 60 iarde e 24 tiri da 50 iarde in ciascuno dei due giorni in cui era suddivisa la competizione. 
Le competizioni di tiro con l'arco dell'Olimpiade di Londra del 1908 ebbero luogo nel White City Stadium il 17 e 18 luglio. 
La favorita, Alice Legh, scelse di non gareggiare e la principale avversaria di Sybil fu Lottie Dod, considerata la migliore tiratrice nella storia britannica del tiro con l'arco. Il primo giorno di gara le condizioni meteorologiche furono pessime con vento forte e piogge battenti, le gare furono persino interrotte. La Dod aveva 10 punti di vantaggio su Queenie Newall che nel secondo giorno recuperò lo svantaggio vincendo, con 43 punti di distacco su un totale di 688, la medaglia olimpica all'età di 53 anni. Sybil Newall è tuttora la vincitrice di una medaglia d'oro olimpica più anziana dell'era moderna. 
Queenie Newall vinse in seguito i campionati nazionali del 1911 e del 1912, la sua carriera proseguì fino dopo la prima guerra mondiale, l'ultimo risultato è del 1928.
Morì a Cheltenham il 24 giugno 1929.